# K9 155mm自走榴弾砲
K9 155mm自走榴弾砲（K9 155ミリじそうりゅうだんほう）は、韓国の自走砲。韓国国内における別称は特に存在しないが、国際輸出市場における愛称は雷鳴の意である「サンダー」（Thunder、 朝: 선더）である。2023年時点で韓国軍向け1300両を含む合計2000両以上が全世界で稼働しており、2000年から2023年1月までの世界の自走砲輸出シェアの52％を占める。

## 概要
韓国をはじめ、ノルウェー、エストニア、フィンランド、ポーランド、インド、トルコの7カ国で運用されており、更にオーストラリア、ルーマニアとエジプトも導入を決定し世界10カ国で採用されている。運用国・導入予定国軍の運用担当者や各国のK9自走砲関連企業の担当者らが集合し、K9自走砲の運用、保守、訓練に関する経験・知識・ノウハウを相互共有し、K9システムの能力を最大限発揮するノウハウを創出するとともに欧州K9カスタマーの主導性と自律性をサポートするサプライチェーンを確立する為、「K9ユーザーズクラブ」という会合を開催している

### 砲火力

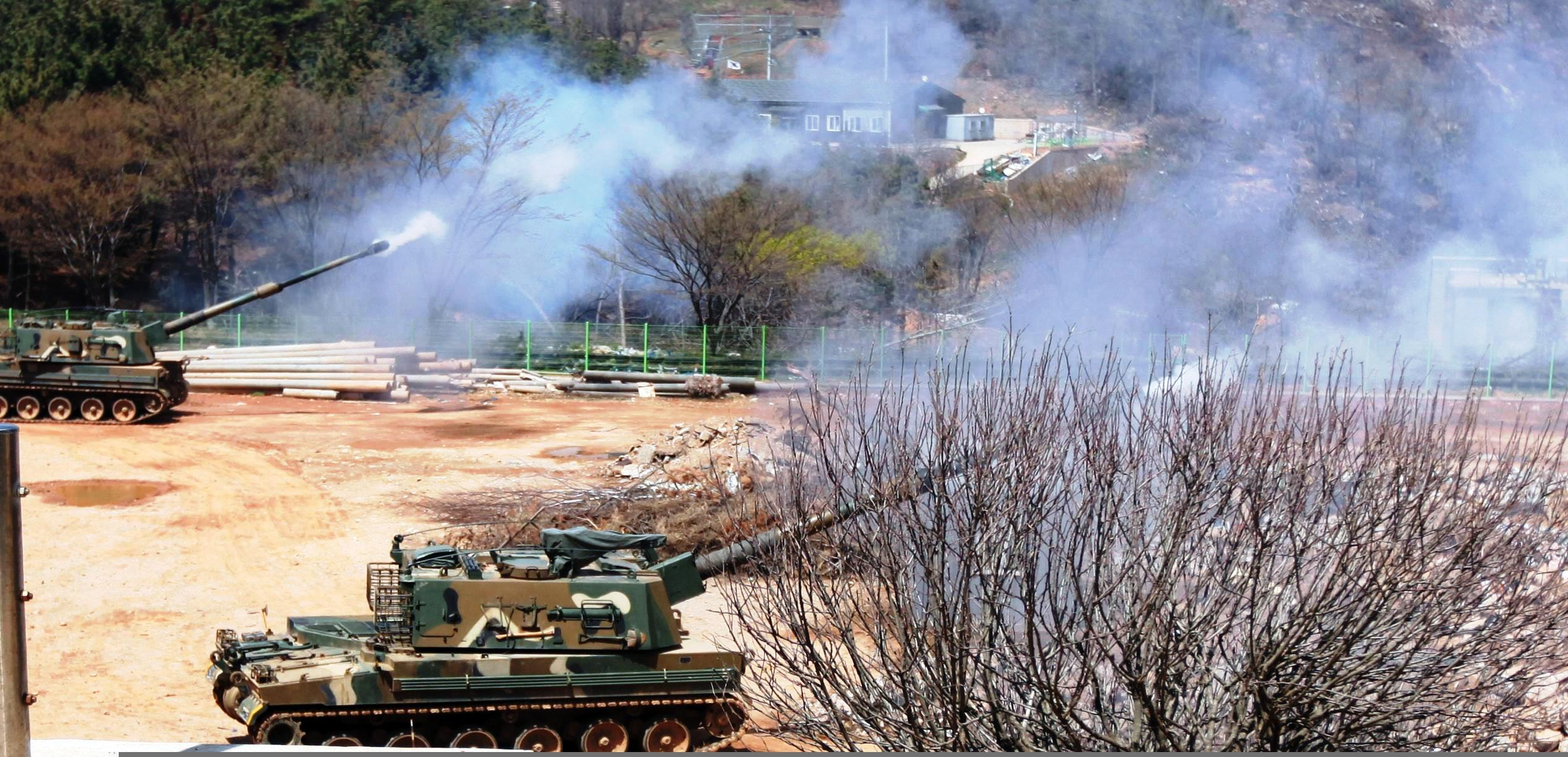
砲撃の様子

韓国ヒュンダイ WIA社とADDが開発したCN98 52口径155mm榴弾砲を装備し（最大仰角70度）、弾丸装填は機力補助、装薬装填は手動で行われる。
射撃管制装置により陣地進入から60秒（停止状態からなら30秒）で射撃を開始可能で、砲撃開始以後最初の3分間の最大連続射撃速度は毎分6発、それ以降の持続発射速度は毎分2発であり、バースト射撃（15秒に3発発射）した砲弾を同時に着弾させるToT（Time on Target）機能も有する。これにより、「60秒（停止時30秒）で射撃準備→60秒間射撃（6発射撃）→30秒で離脱→次の陣地に進入→60秒で射撃準備→60秒間射撃→30秒で離脱」、を繰り返す「シュート・アンド・スクート (Shoot & Scoot) 」が可能である。弾薬の車内搭載数は48発となる。
使用砲弾は射程18㎞のM107 HE、40㎞のK307ERFB（ベースブリード）、50㎞のK315 RAP、面制圧用のK310 DPICMなどである。K9A1以降は米製の精密誘導砲弾等も使用可能となっている。
射撃統制装置について、2011年に製造されたものにはIntel486、それ以前のものにはIntel386CPUが使われているものもあった。
延坪島砲撃事件において、当初射撃準備完了状態で待機していた2門が20発の即応弾で、射撃訓練後だが損傷が無かった1門と、その後被弾損傷を復旧した1門の計4門で対抗射撃を実施した

### 防護力
ポスコが開発したMIL-12560H規格の装甲版により、NATO装備規格STANAG 4569のレベル４相当の装甲防護力を備え、距離30mでの155mm砲弾の弾片及び距離200mから射撃された14.5mm徹甲弾の直撃を防御できる装甲を有する。また、与圧式NBC防護装置、内部温度上昇警告システムと自動消火装置に応答式の内部診断システムを備える。
延坪島砲撃事件において、北朝鮮の先制攻撃で海兵隊、民間人多数が死傷する中、K9は第1砲が被弾炎上、第3砲が弾片を被弾したものの、これによる乗員の死者は発生せず、第1砲の乗員は全員脱出に成功、第3砲の乗員1名がハッチから飛び込んできた破片で耳を負傷するにとどまった。

### 機動力
韓国STX社（双竜重工業）がライセンス生産する独MTU社製MT881KA-500 ディーゼルエンジン、統一重工がライセンス生産する米ゼネラルモーターズ社製のATDX1100-5A3トランスミッション（前進4段後進2段）を搭載し、最高速度は60～67㎞/hとなる。
サスペンションは、AS-90自走砲にも搭載されている英HDS（Horstman Defence Systems）/Air-Log社製の油気圧懸垂装置のライセンス生産品をベースに、韓国のMottrol社（現斗山）が重量増大に対応し得る再設計した改良型油気圧懸垂装置を搭載。
60％までの傾斜地の登坂、0.75mの垂直障害物の通過、幅2.8mまでの塹壕の超壕が可能で、潜水渡渉能力はないもののエンジンへの浸水が発生しない深さ1.5mまでの渡渉能力を有する。

## 開発
北朝鮮は、10,000門以上の火砲（170-240mmクラス）をDMZ沿いに配置、特にM1989 170mm自走砲「コクサン」（谷山砲）は、射程60kmに達する。これに対抗し、韓国陸軍と在韓米軍はM109 155mm自走榴弾砲などを装備してきたが、1980年代から新型自走砲を開発した（M109A6 パラディンなどによる更新には、新規開発よりもコストを要する）。

### 仕様の策定から開発の正式決定
1989年1月、ADDは自走砲開発チームを編成し、新型155㎜自走榴弾砲の概念設計に着手した。この際、ロシア・中国・日本・北朝鮮など周辺国の自走砲および韓国砲兵の現況を分析し、新型自走砲について155mm52口径の長砲身、射程距離40㎞、最大発射速度6発/分、慣性航法装置の適用、射撃制御の自動化による30秒以内の砲弾射撃開始、トン当たり20馬力以上の機動性の確保、生存性の向上、国内独自開発という基本的な仕様について案出した。
特に38度線で対峙する北朝鮮は、当時韓国に比し火砲数量が5000門多く、またその殆どが自走化・車載化され機動力が高い火砲であり、数的劣勢を質的に克服する事が求められた。
1989年11月上旬、新自走砲事業は陸軍の正式検討対象となり審議され、各種の検討を経て1990年5月に開発が正式に決定された。
射程
陸上戦闘において、敵軍団第２悌隊の増援戦力を遮断し、かつ敵指揮能力を無力化するため、前線後方の敵地中枢を直接打撃できる40㎞の長射程が必要とされた。
シュート・アンド・スクート能力
米韓合同演習等の教訓から、敵砲兵からの対砲迫射撃を回避するために、ターゲットに向けて発砲した後、速やかに射撃陣地から離脱する「シュート・アンド・スクート (Shoot & Scoot) 」を可能とする為、初弾発射30秒以内、15秒以内に3発のバースト射撃能力、最大発射速度6発/分が必要とされた。
155mm/52口径長砲身砲
米英独伊は2010年代まで155mm/52口径砲を使用する協定を締結しており、弾薬の融通性を確保し、また将来的な国外輸出にも配慮が必要とされた。

### 開発作業
1988年、当初2000年に開発完了する計画を策定したものの開発期間12年は長すぎると指摘された結果、1989年から1991年までを概念研究期間、1992年の1年間を開発可能性を検証する探索開発期間、1993年10月から1996年9月を各種試作を実施する先行開発期間、1996年10月から1998年末までを実用開発段階とし、1998年に開発間完了、量産契約を締結する10年計画として開発がスタートした。
開発開始時、新自走砲開発に必要な技術235種の内、既に保持している技術は107種で45.5％、今後3年以内に確実に確保可能な技術は95種であり、航法ジャイロシステムなど33種の技術は5年以上研究しても確保がほとんど不可能という見積であった。
開発期間を延長し確実性を重視するか、ある程度のリスクを許容した上で開発を実施するかを審議し、最終的に火砲・弾薬・FCS・砲塔駆動装置・弾薬給弾装置、車体については国内開発を推進するが、航法装置・エンジン・変速機・レースリング、油気圧懸垂装置等は海外から輸入し、その後国産化率を高める計画とし、また開発期間中の国産化率目の目標を70％に設定した。
概念研究期
1989年当時、新型155mm自走砲の核心といえる射程40kmを達成するための砲開発の為の技術的裏付けが不十分であり、技術資料に米英独伊の協定書のみという状況であったため、各種計算、検証、試験を繰り返す必要があり、またメーカー設備の機能も不十分であり、資金の不足もあり研究は難航した。
1990年秋ごろ、開発メーカーの先行的な設備投資を取りつけるとともに、8インチ砲の砲架を流用した多目的試験機を開発、1992年より試作砲を用いた射撃試験を開始する事を決定した。
1990年9月、1ミル以内の正確さを持つ砲塔駆動装置の独自開発は困難であるとして、開発チームはAS-90を開発しているヴィッカース社（現BAEシステムズ）に技術協力を申し出たが、逆にAS-90の完成品輸入を要求され断念した。続いてマルコーニ・エレクトロニック・システムズ（現BAEシステムズ）に技術協力を申し出たところ、技術移転は無し、図面参照と砲塔駆動装置開発料金として200万ドルを要求され断念した。このため、開発チームは海外からの技術移転を諦め、過去に戦車用砲塔駆動装置を開発した経験を頼りに独自開発を決定した。
1991年に砲塔駆動装置の試作品が完成、1992年より試験を開始したが、52口径の長砲身が発生させる不均衡モーメントはK55自走榴弾砲（M109A2）の2倍となり、既存の油圧平衡機をベースとしたものでは砲身の位置変化による不均衡モーメントを十分に補正できず、また砲塔駆動・弾薬輸送のための油圧装置による騒音により乗員に難聴を引き起こす可能性があるなどの問題が発生した。これらは、ソウル科学技術大学校との共同研究や東明重工業（現斗山）との共同開発により解決し、砲塔制御装置の開発と合わせ、駆動精度が基準誤差範囲「1ミル以下」を達成した。
砲身の俯仰角及び水平位置を検出し、火砲の発射衝撃に耐えられるリング・レーザー・ジャイロについては1年研究したものの当面の実用化は困難と判断し、米ハネウェル製を採用する事とした。
1991年冬、ADDはサムスンテックウィン（現ハンファテックウィン）がK55自走榴弾砲（M109A2）を生産した経験はあるものの、独自の装軌車両開発の経験がない事を理由に、新自走砲の車体部の研究開発は別メーカーが担当し、サムスンは組み立てのみ実施する案を提案したところ、サムスン側の強い要望によりサムスンテックウィンによる機動実験車両（MTR：Mobility Test Rig）の開発が決定した。

探索開発期
1992年4月、BMY Combat Systems（現BAE システムズ・ランド・アンド・アーマメンツ）はADD開発陣を109A6 パラディンのリリース・セレモニーに招待した。同年5月、BMYとテレダイン社のメンバーが韓国を訪問し、M109A6又はその52口径砲搭載タイプのP-52を紹介しつつ、K55（M109A2）と同様に米韓共同開発を行う事を提案した。韓国側はこれを固辞し、また知的財産盗用の嫌疑を回避するため、定期的に実施される技術資料交換協定（Data Exchange Agreement）会合の場で新型自走砲の開発状況について情報提供を行い、米側が新型自走砲について知的財産権を主張しない事を確認した。
1992年より試作砲を用いた射撃試験を開始したところ、春先の射撃試験において、砲弾を押し出す方向とは反対方向に圧力が上昇する差圧によって試作砲の発射装置が破損する事故が発生、この解決には長期の時間を要する事となり、実射撃試験中は差圧による発射装置破損が数多く発生する事となった。
探索開発期間において、最大射程40kmの達成可能性を確認する射撃試験を実施し、また各種実験モデルの作成により15秒以内3発のバースト射撃及び30秒以内に射撃開始の達成可能性を確認するとともに、1分の1モックアップを作成し、新型自走砲の形状具体化、インターフェイスの問題点の確認、乗員の搭乗状態や整備容易性について確認した。
サムスンテックウィン（現ハンファテックウィン）は同期間において機動実験車両（MTR：Mobility Test Rig）を開発、試験を実施、新型自走砲開発のため必要となる各種データを収集、1992年11月に探索開発期間での各種研究開発成果を統合した。
1992年10月29～30日の2日間にかけ、探索開発期の最終報告を陸軍に提出、ROC（要求性能）との適合性が確認され承認されたものの、合同参謀本部は新自走砲の開発をADD主導から民間メーカー主導に変更できるかの検討を指示した。これに対し、車体部のメーカー主導は可能だが、砲塔部の開発は困難であると結論され、ADD主導による開発続行が確認されたが、更に合同参謀本部は新型自走砲に20mmバルカン対空砲の搭載及び潜水渡渉能力の付与可能性についての検討を指示し、これに対してADDは「困難」と返答、最終的に合同参謀本部はこれに同意した。
1993年3月、先行開発開始への移行同意書(LOA)の決裁を前に金泳三大統領による陸軍参謀総長の電撃解任が発表、その混乱を受けてLOA決済が遅延するとともに、陸軍兵站部門がデポ整備に関する開発計画を作成するまでLOAへの署名を拒否すると通告、これについて協議が実施され、整備開発計画はシステム開発の期間中に実施する旨で同意、1993年8月に統合参謀本部によるシステム開発同意書が作成された。
1993年9月、国防省は先行開発期への移行及びプロトタイプ開発計画を承認、同年10月上旬に大統領がようやくにプロジェクトを承認、先行開発期への移行が確定した。
先行開発期
正式に開発段階に移行するにあたり事業名を公募し、「코뿔소（サイ）」、「자주（Wikt:しばしば ）」、「선더파이어（thunder fire）」、「広武」などが提案され、「広開土大王の武勲を称える」意の「広武」が有力視されたものの、結局「新型155mm自走砲開発事業」が継続して使用される事となった。また、モデルナンバーについては当時欠番だった番号が「7」と「9」であり、「1990年代の内に戦力化を成し遂げる」との意を込めて「XK9」と決定された。Xは「Experimental（実験機）」、Kは「Korea（韓国）」を意味する。
1994年1月、自走砲開発チームを部門として昇格、規模を拡大するとともに本格的な先行開発に着手、主要構成品の設計・製作18ヶ月、システム組立4ヶ月、屋内技術試験4ヶ月、試験評価8ヶ月の3年でXK9をROC（作戦運用能力）評価試験をクリアするまでに持っていく開発計画が設定された。
当時現有であったK55自走榴弾砲（M109A2）はアルミニウム合金製の装甲であったが、XK9においては搭乗員の残存性確保のため装甲鋼板を使用する事が決定され、XK9用装甲鋼板について、ADDは開発リスクを考慮して輸入鋼板と国産鋼板をそれぞれ使用し、比較・検証する事を決定した。車体及び砲塔の開発・製造を担当するサムスンテックウィン（現ハンファテックウィン）は当時アルミ合金装甲の装甲車製造ラインしか保有しておらず、鋼板を前提とした場合人材養成と施設投資が過大になりすぎるため、アルミ合金装甲とするよう要請したものの却下された。このため、サムスンテックウィンは鋼板製自走砲開発のため数百億ウォンを投入設備投資を開始、人員についても米陸軍Aberdeen Test Centerにて溶接技術を習得するなど養成を行った。
XK9の最初の試験用砲塔が完成し、30ヵ所にセンサーを設置し、発射衝撃を模した15トンから300トンまでの耐衝撃テストを実施したところ、6㎜以下が基準にもかかわらず38㎜のたわみが発生した事が確認された。これに対し、コンピューターで構造解析を繰り返しながら脆弱部位の確認と設計改善を行い改良砲塔を開発、射撃5万発分の衝撃や射撃衝撃の3倍の衝撃を加える試験に対して、たるみ量を5mm以下におさえる新型砲塔の開発に成功、その後実砲弾を用いた静爆試験を繰り返し、各種試験をクリアする試作筐体が完成した。また、輸入鋼板と国産鋼板を比較検証した結果、国産鋼板の採用が決定した。
従来型のK55自走榴弾砲（M109A2）は駐鋤を地面に食い込ませ、反動を受け止めさせなければ射撃が出来ない構造であったが、XK9は機動状態からでも1分以内に初弾を発射する即応性を発揮するため、油気圧式のHSUの採用を決定した。当初、同様の構造の英AS-90にも採用されているAir-Log社製HSUを採用、XK9に搭載して1万㎞走行試験及び室内耐久試験を実施した。しかしながら、AS-90より自重が5トン重いXK9の重量にHSUが耐えられず損傷する事例が続出した。これに対しては、実用開発期間における改良型の設計開発を待たなければならなかった。
XK9試作車両の走行試験を開始したところ、当初選定されていた米国DDC社製850馬力エンジンとATD社製X1100トランスミッションにシリンダヘッド破損、エンジンコネクティングロッド切損などの各種不具合が頻発したため、1995年に独MTU社と協議、最終的に同社製MT-881エンジンが選定された。
先行開発期間中、試作車両XK9の環境試験を実施するにあたって専用試験設備を建設し試験を実施した。測定用の温度計を車両の16カ所に装着した上で、酷暑試験については暖房装置を使用し39時間かけて摂氏50度まで加熱し29時間維持した後5発の射撃、寒冷試験については液体窒素を使用して35時間かけて氷点下32度まで冷却し22時間維持した後5発の射撃をそれぞれ実施し、異常の無い事を確認した。また、環境適応試験で2時間240mmに達する降雨量にさらした後正常動作かどうかを確認したことをはじめ、機動性能試験で60%傾斜路の登板、障害物克服能力、航続距離、走行速度、操舵能力・制動性能などが試験され、また耐久度走行試験が実施された。
8カ月にわたる先行試験評価の結果、試験項目54のうち基準達成が36項目、基準未達成が7項目、一部未達成が11項目となり、内5項目で要求性能の見直しがおこなわれた。
実用開発期
1992年に発生した試作砲の発射装置破損事故ののち、開発チームは密閉爆破試験(closed bomb test)や燃焼過程を高速カメラで撮影・分析する等して解決を試みていたが、1997年に発射装薬の形状を変更する事を決定、7つの穴を持つ米国型の発射装薬ペレットをドイツ式の19穴形状に変更、その後試験を重ね、1998年に累計250発の射撃試験の結果ようやく許容圧力内での砲口初速929m/secを達成、最大射程40㎞の到達可能性を確認した
1996年6月11日、軍高官や企業関係者、マスコミ関係者も招致した公開試験射撃が実施され、停止状態から30秒以内の射撃開始、機動状態から60秒以内の射撃開始、最大射程40kmの射撃及び1分以内に6発の最大発射速度の射撃が成功したものの、15秒以内に3発を発射するバースト射撃については準備された試作車両2両とも器材故障のため実施できなかった。故障原因は一部部品の単純な接触不良だった。
1997年5月より1年間、東明重工業（現斗山）は試作XK9で重量に耐えられず故障が頻発していたAir-Log社製HSUの改良作業を実施、設計変更5回、室内耐久度試験11回を繰り返し、1万km走行と50万発の射撃に相当する負荷をかけても損傷しないHSUを開発、イギリスAir-Log社に提供した。
1997年7月、XK9の実用試作2両、耐久試験車両（ATR：Automotive Test Rig）1両が完成、同年10月より実用試作車両は火力性能試験を開始、ATRは同年9月より1年間、独MTU社製MT-881を搭載し走行試験を実施、12項目の基本性能試験と9600km耐久走行試験を実施し、異常のない事を確認した。
1997年12月5日午後2時半頃、実用試作車1号車が3分間で18発の最大発射速度試験を実施した際、2発目の装薬が不完全燃焼を起こし、3発目の装薬が挿入された瞬間に引火、戦闘室に噴出した火炎が戦闘室内に置かれていた装薬に燃え広がる事故が発生、開発チームの研究者1人が死亡し、2人が負傷した。
これに対し、別試験に充てていた実用試作車2号車を射撃・野戦運用試験用に転用するとともに、各種試験の実施順序を調整、また再発防止措置をするとともに、1号車を修理、3か月後に復旧させた。
1998年10月2日、実用運用試験において射撃試験4100発、走行試験1万3800㎞を完了し陸軍は新型155mm自走砲XK9の運用試験評価を合同参謀本部に報告、同12日、合同参謀本部は未実施の冬季降雪機動試験を実施することを条件に「戦闘装備使用承認」を決定、翌1999年3月2日～7日、大明ビバルディパークのスキー場において冬季降雪機動試験を実施し、開発に必要な全試験を完了した。
開発完了
1998年10月12日、「戦闘装備使用承認」の獲得に基づき、XK9はXナンバーを外し、「K9」として完成した。。
1998年12月22日、サムスンテックウィン（現ハンファテックウィン）とK9量産契約を締結
またこの時期にK9自走砲の海外市場向け呼称として「Thunder」と名付け海外広報を積極的に開始した
2009年2月12日、MTUはK9向けエンジン428基の供給契約を締結。
2017年8月9日、STXエンジンはK9・K10用エンジンを104基追加発注、累計2204基を製造中
2020年11月13日、韓国軍向けK9の納入を合計約1300両で完了。

## 比較
|          | M109A6                                             | AS-90                                                                             | PzH.2000                                              | 99式                          | K9A1                                                                                               | 05式                                                                   | 2S35                |
| -------- | -------------------------------------------------- | --------------------------------------------------------------------------------- | ----------------------------------------------------- | ----------------------------- | -------------------------------------------------------------------------------------------------- | ---------------------------------------------------------------------- | ------------------- |
| 画像     |                                                    |                                                                                   |                                                       |                               | |                                                                        |                     |
| 全長     | 9.1 m                                              | 9.07 m                                                                            | 11.67 m                                               | 11.3 m                        | 12 m                                                                                               | 11.6 m                                                                 | 11.9 m              |
| 全幅     | 3.1 m                                              | 3.5 m                                                                             | 3.58 m                                                | 3.2 m                         | 3.4 m                                                                                              | 3.38 m                                                                 | 3.58 m              |
| 全高     | 3.2 m                                              | 2.49 m                                                                            | 3.46 m                                                | 3.1 m                         | 3.5 m                                                                                              | 3.55 m                                                                 | 2.98 m              |
| 重量     | 29 t                                               | 45 t                                                                              | 55.3 t                                                | 40 t                          | 47 t                                                                                               | 35 t                                                                   | 48 - 55 t           |
| 主砲     | 39口径155mm砲                                      | 39口径155mm砲 ※改修型は52口径                                                     | 52口径155mm砲                                         | 52口径155mm砲                 | 52口径155mm砲                                                                                      | 52口径155mm砲 ※輸出仕様は54口径                                        | 152mm砲             |
| 副武装   | 12.7mm重機関銃×1                                   | 7.62mm機関銃×1                                                                    | 7.62mm機関銃×1                                        | 12.7mm重機関銃×1              | 12.7mm重機関銃×1                                                                                   | 12.7mm重機関銃×1                                                       | 12.7mm重機関銃RWS×1 |
| 最大射程 | 24 km（M107弾） 30 km（RAP弾） 40 km（M982誘導弾） | 初期型 24.7 km（M107弾） 30 km（RAP弾） 改修型 30 km（M107弾） 40 km以上（RAP弾） | 36 km (DM121弾) 47 km (M1711弾) 67 km (M2005 V-LAP弾) | 30 km（M107弾） 40 km（BB弾） | 18 km(M107弾) 30 km(RAP弾) 36 km(K310弾) 40 km(K307弾) 53 km(XM1113) 54 km(K315弾) 60 km(K315 ERM) | 20 km (レーザー誘導) 39 km (ERFB-BB) 50 km (ERFB-BB-RA) 100 km (WS-35) | 不明                |
| 射撃速度 | 4発/分                                             | 6発/分                                                                            | 8発/分                                                | 6発/分以上                    | 6 - 8発/分                                                                                         | 10発/分 (PLZ-05) 8発/分 (PLZ-52)                                       | 不明                |
| 最大出力 | 405 hp                                             | 660 hp                                                                            | 1,000 hp                                              | 600 hp                        | 1,000 hp                                                                                           | 800 - 1,000 hp                                                         | 1,000 hp            |
| 最高速度 | 64 km/h                                            | 53 km/h                                                                           | 60 km/h                                               | 49.6 km/h                     | 67 km/h                                                                                            | 56 km/h(PLZ-05) 65 km/h(PLZ-52)                                        | 67 km/h             |
| 乗員数   | 4名                                                | 5名                                                                               | 5名                                                   | 4名                           | 5名                                                                                                | 4名                                                                    | 3名                 |

## 評価
- インド国防省は2013年から2014年にかけて、整備性、高地運用性、砂漠運用性に関する実車を用いた評価試験を実施した後、K9自走砲はロシア製2S19ムスタ-S 152mm自走榴弾砲と比較して、機動性、最高速度、射撃精度、総合的な発射速度でより優れると評価した[49][50][51]。
- フィンランド国防省は、中古購入したK9自走砲について、「不整地及び舗装道路双方における機動力が高く、徴兵された兵士に適しており、徴集兵に最新かつ費用対効果の高い能力を付与することが可能」であり[52]、「K9自走砲は機動性、防護力、および火力の組み合わせに秀でている事に加え、フィンランドにおける運用上信頼できることが証明されており、徴集兵の訓練と射撃能力の両方で優れた結果をもたらしている」[53]と評価している。
- エストニア国立防衛出資センター（ECDI）は、K9自走砲は「突破力に優れ、完全装軌化され、優れた装甲防護力と火力を有する。兵器システムとして45年の寿命を備え、エストニア軍は少なくともあと30年運用可能である」と評価している[54]。また、エストニア国立防衛出資センター（ECDI）長官のラウノ・サーク (Rauno_Sirk) [55]は「以前ノルウェー、フィンランドにおいて実施された実地試験、K9の技術水準、性能、運用容易性によれば、この最新の自走砲システムはエストニア軍に機動的な遠距離砲戦能力を確立するというエストニア軍の計画に適しており、この自走砲の調達は、エストニアの防衛能力を新たなレベルに引き上げ、重装甲機動戦力を構築するための最も重要なステップの1つになる[56]」とし、2016年よりの選定過程の中で様々な専門家がシステムを評価・判定・分析した結果、K9が最も近代的で最高の戦闘能力を備えた軍用システムであると判断した[57]。
- フィンランド軍とエストニア軍の調達担当者や実戦部隊長へのインタビューより、両国がK9自走砲導入に至った最大の理由となったのは、米国製やドイツ製に比べて構造やシステムがシンプルである点であり、特にK9自走砲を運用するフィンランド軍の実戦部隊長は「メンテナンスも容易で、エンジンも含めて、搭乗員らによってある程度の整備も可能だ。自国内の森林地帯や寒冷地での展開を求められるわれわれにとって、故障時にその場で対応できるのは大きなメリットだ」と評価している[58]。
- ノルウェー国防資材局は韓国製K9、フランス製Caesar、ドイツ製PzH2000、スイスM109Gの4車種について冬季のノルウェーにおいて3週間をかけ機動能力、火力性能評価を含む実車両を用いたトライアルを実施し、射程、火力、機動性、防護性能、ライフサイクルコストについて評価判定した結果、総合評価はK9とM109Gが最も高く[59]、その中でもK9は「すでに開発済みで最も性能が高く、最も導入リスクが低い砲兵システム」であり「陸軍のニーズを最もよく満たす」としてノルウェー軍に採用された[60]。国防資材局によると、K9は他に類をみない冷間始動機能を有しマイナス40℃でもエンジン始動が可能であり、また射撃時においても反動吸収能力が高く車内における振動がほとんどなく、また1分間に6～8発、1時間以上の連続射撃でも毎分2～3発を射撃可能だと評価している[61]。また、ノルウェー砲兵学校長兼陸軍防空学校長キャルタン・ソイラン大佐は「K9自走砲の強みは、扱いやすく教育と訓練が容易であり、積雪寒冷環境下でも問題なく機能する事である」と評価している[10]。
- エジプト戦略研究センター（ECSS）[62]のアフマド・エリバ研究員は、「K9自走砲はドイツ製エンジン、米国製弾薬等を使用する点はあるものの、現地生産可能なスペアパーツや現地への技術移転による自前の整備体制の構築は、将来的なエジプト独自兵器開発の為の専門知識と技術蓄積を得ることが可能である。このような契約を提案してきたK9は、国外へ技術を依存する事によるスペアパーツ供給を停止され運用に支障をきたすリスクを可能な限り回避し、兵器供給ルートを多様化したいエジプトの国家的目標に合致した」と評価した。また、アラブフォーラム[63]のモハメド・アル・ケナニーは、「老朽化したM109やM46カノン砲を使用する陸海軍に対し、K9自走砲は前例のない長射程の、特にレーザー/GPS誘導の精密長射程弾による精密火力を提供する事が出来る」と評価した[64]。
- オーストラリア国防省は、K9自走砲について「敵の対砲迫射撃を回避しつつ、迅速な機動及び射撃を実行可能であり、オーストラリアの砲兵部隊の火力と防護力を大幅に向上させる」と評価している[65]。
- ポーランド国防省は、K9自走砲の導入理由について「ポーランド製のクラブ自走榴弾砲は素晴らしい装備であり、引き続き調達を継続する」という前提を述べた上で「ロシアのウクライナ侵攻の戦訓により、榴弾砲は迅速に機動しなければならない、このため、K9自走砲に装備されている自動装填装置は非常に重要な意義を持つ」と評価している[66]。
- 米国の安全保障専門家マイケル・ペックは、多数の国がK9自走砲を導入している理由について「M109A7パラディン自走榴弾砲と比較した場合、K9自走砲はより機動性が高く、更に連続発射能力と持続発射能力により優れている」事を提示している[65]。

## 派生型

### 試作車両群
- 機動試験車両（MTR：Mobility Test Rig）…機動試験用の車体部のみの車両であり、XK9試作車両開発のための各種データを収集した[35][38]
- XK9（先行開発期）…45トン、米国DDC社製850馬力エンジンとATD社製X1100トランスミッションを搭載、サスペンションはAir-Log社製HSU[27][24]
- XK9（実用試作）…量産仕様とほぼ同構成で47トン。2両作成。独国製MT-881を搭載し、改良型HSUを搭載[44][24][27]
- 耐久試験車両（ATR：Automotive Test Rig）…実用試作車両と同構成、1両作成[44][24]

### K9

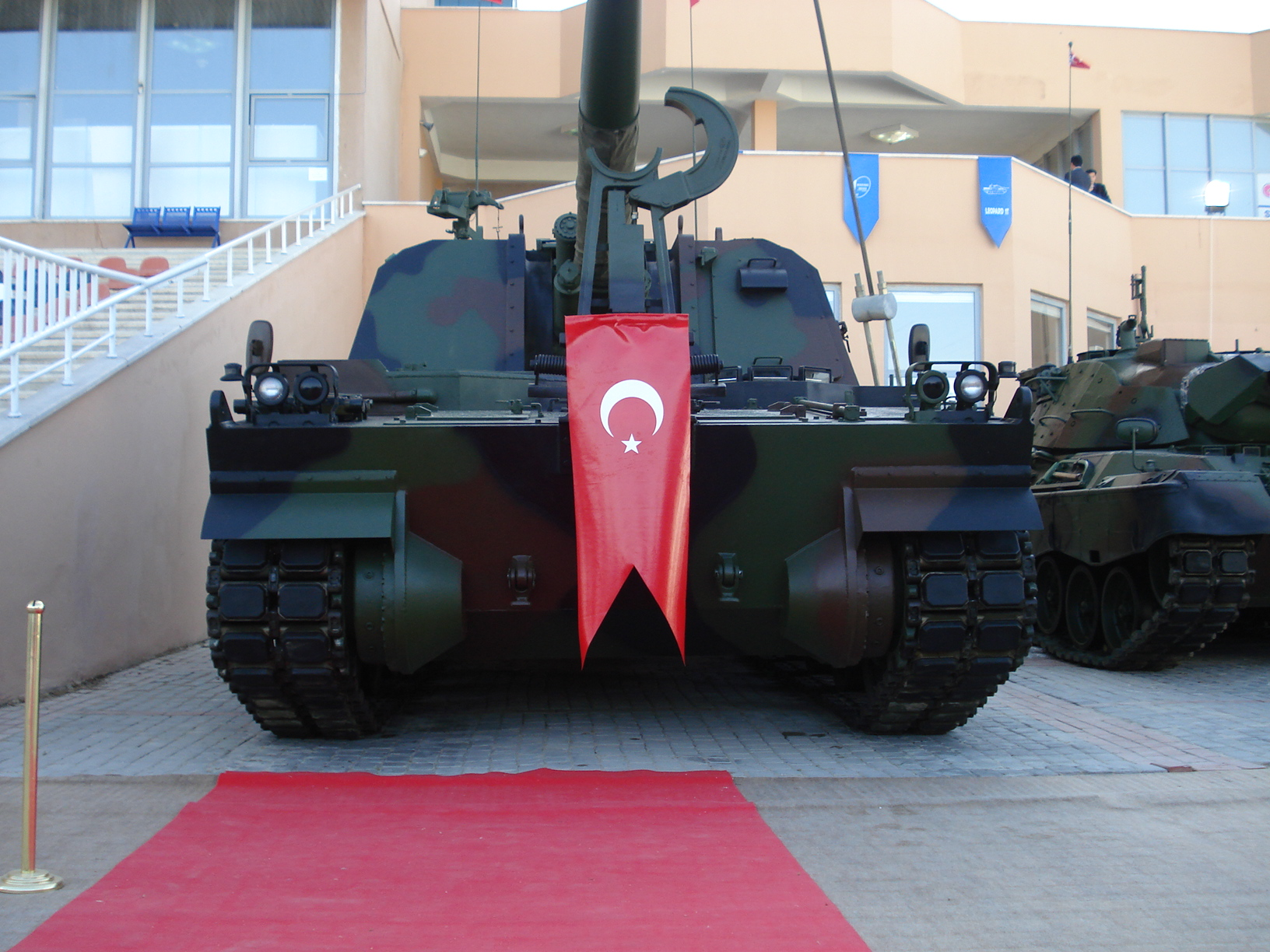
T-155 Fırtına（トルコ）

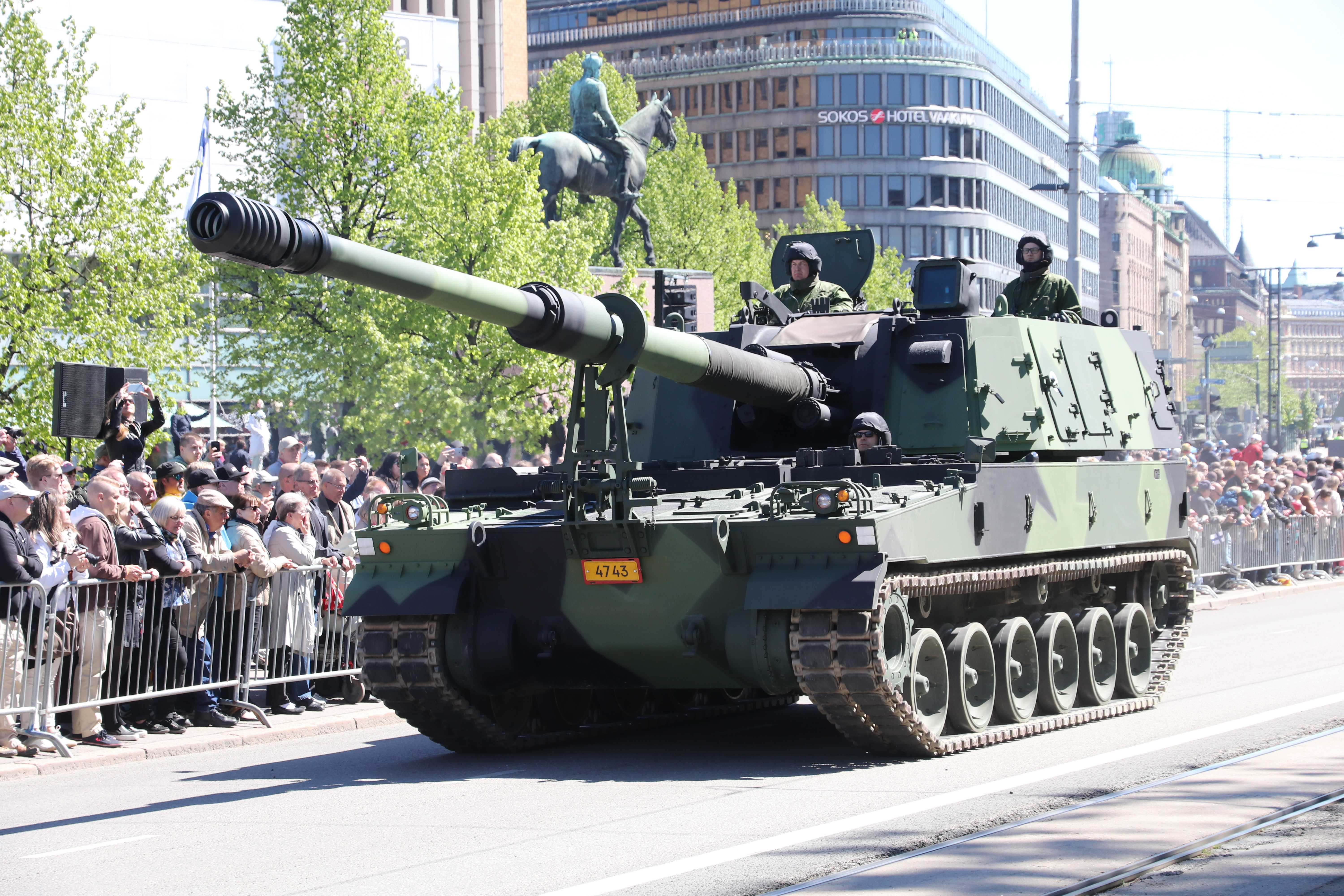
K9FIN Moukari（フィンランド）

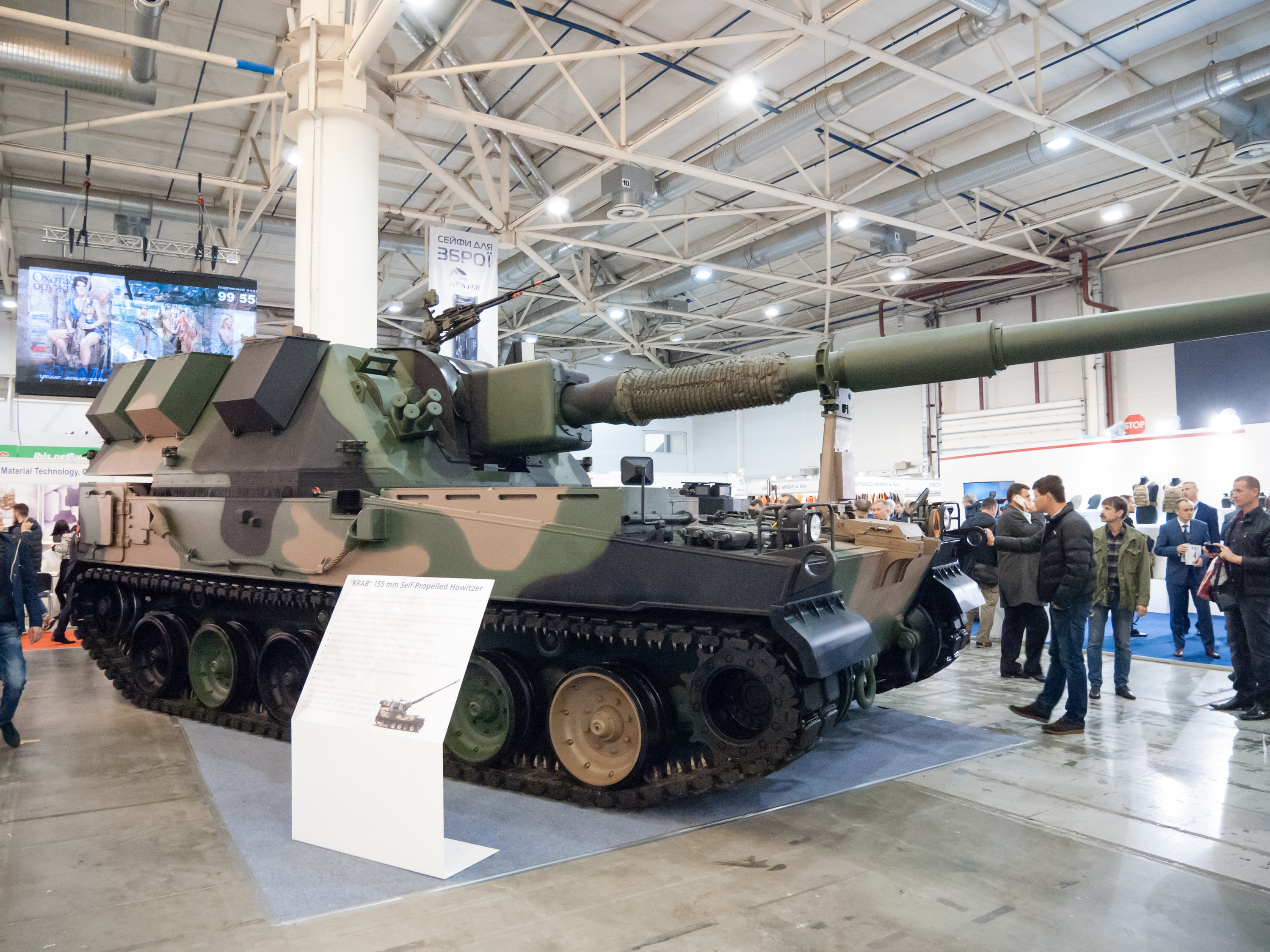
AHS KRAB（ポーランド）

T-155 Fırtına （嵐）
トルコ仕様のK9派生型で、韓国ハンファテックウィン社の技術支援及びコンポーネント供給を受けたトルコMKEK社等が生産を実施している。車両重量、基本的な火力・機動性能についてはオリジナルK9とほぼ同様であり、オリジナルとの相違点は以下の通り。
- CN98 52口径155mm榴弾砲はADDからの技術移転に基づきMKEKが生産
- 砲塔および車体フレームはADDの技術支援を受けた上でトルコの独自設計
- MKEK/ロケットサン製ベースブリード弾[72]等トルコ国産弾に対応したトルコ国産開発の火器管制システム・無線機に換装
- 車長用デジタルパノラマサイトを撤去、APUの搭載
- アセルサン製INSに換装

T-155 Fırtına 2 …上記Fırtınaの改良型であり、従来型Fırtına との相違点は以下の通り
- アセルサン製改良型FCSの搭載
- バースト射撃の射撃速度増大
- 射程距離の増大
- 155㎜砲の直射照準眼鏡機能を兼ねるアセルサン製RWSの搭載（12.7mm又は7.62mmの機関銃或いは40mmグレネード）
- 砲塔駆動装置を油圧式から電気式に換装
- 半自動式だった装填システムを自動装填方式に換装、砲手が弾薬を自由に選択可能となる
- 装薬の安全性を高める真空システム、装薬温度をFCSに提供する温度管理システムの搭載
- FLIR／光学式操縦手用カメラの搭載
- 乗員用パーソナルコンソールの追加
- トルコ国産のBMC社製AVDS-1790-9Aディーゼルエンジン[77]の搭載（2025年以降予定）

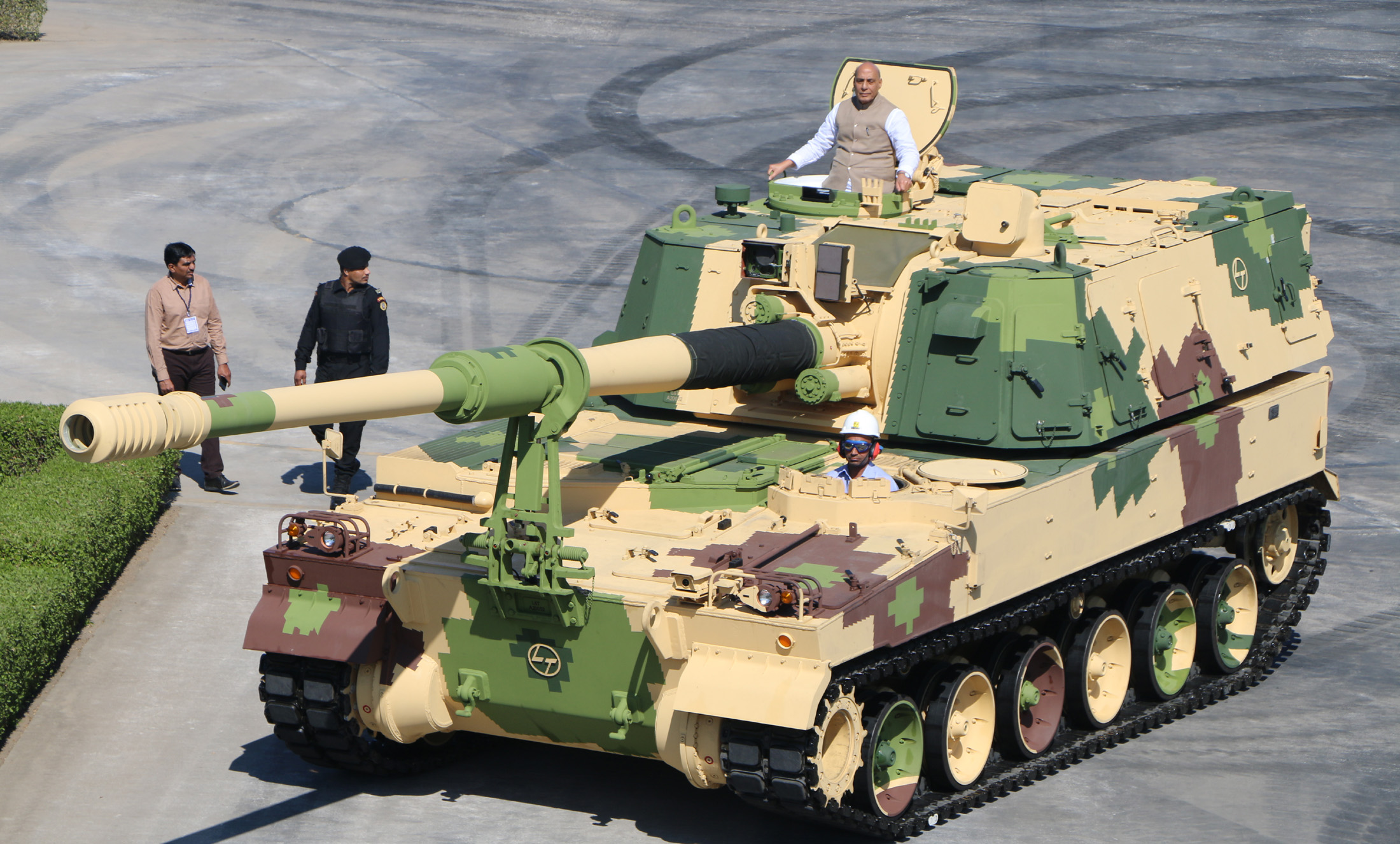
K9 Vajra-T（インド）

K9 Vajra-T (金剛杵、インドラの雷電)　
インド仕様のK9派生型で、韓国ハンファテックウィン社とインドラーセン&トゥブロ（L&T）社の共同開発品であり、第1バッチ100両のうち最初の10両は韓国国内で、残りの90両はL&T社でライセンス生産された。防弾鋼板は全て韓国ポスコからの輸入となる。オリジナルとの相違事項は以下の通り。
- インドのライセンス生産比率は金額ベースで50％、主たる14コンポーネントをL&T社開発品で構成[注 8]。
- インド国産砲弾、Nub RA/BB（ロケット推進/ベースブリード）弾等の弾道特性・射撃諸元に対応した新開発FCSの搭載
- 高温砂漠地帯の地形条件を反映し、発射速度を30秒3発の設定に変更
- 直接照準射撃システムの搭載
- 弾薬移送システムを換装
- NBC防護装置を換装
- エアコンの装備[注 9]
- 自動消火システムの装備[注 10]
- 高音砂漠地帯に対応しインド軍の試験を実施済みの南アフリカ製 APUの搭載[注 11]

K9FIN Moukari (大槌)　
フィンランド仕様。オーバーホール時期となった韓国軍配備のK9を分解再組立てし輸入した中古品であり通信システム・射撃管制装置の改修に加え、路面凍結時の横滑り防止装置が搭載されている。戦闘システムとしてはノルウェーのコングスベルグ製統合戦闘システム (ICS) を搭載している。
K9EST Kõu (Lightning)　
エストニア仕様。導入予定含め、全車がオーバーホール時期となった韓国軍配備のK9を分解再組立てし輸入した中古品であり、エストニア軍独自の通信システムを除きオリジナルK9初期型と同じ仕様である。
2022年11月、エストニアの軍事会社Go Craft社と24両のK9EST Kõu近代化契約を締結、迷彩塗装に始まり、通信システム・制御システムの換装、自動消火システム搭載、電気システムの適合改修、その他の付属品の搭載が実施される。
AHSクラブ(KRAB、蟹)
AS-90 ブレイブハートの砲塔部にポーランド国産ヴェトロニクスを統合し、K9自走砲の車体部を組み合わせたもの。
ポーランド国産のトパーズ統合戦闘管理システムや、戦隊指揮システムAZALIA等が統合されており、ポーランド陸軍の「レジーナ戦隊火力モジュール」の中核アセットとして機能する。
車体部については韓国とポーランドの共同開発による設計変更が行われ、当時韓国本国向けK9自走砲には装備されていなかった自動消火システム、補助動力装置（APU）、フィルタリング換気システムが搭載されるとともに、ポーランドの要求にあわせ操縦手席の計器配置の変更が行われた。
ポーランド軍向けが120両、ウクライナ軍向け54両が導入される。
AS9 Aussie Thunder
2006年時点でオーストラリアのLand17 phase1C/2計画に提案されていたオーストラリア版K9
エクスカリバー精密誘導砲弾運用能力が付加され、NATOタイプのFCS、さらなる重量増加に対応した改良型サスペンション、オーストラリア軍用戦場管理システム(BMS-F)やRWSを装備し、対戦車地雷防護性能を強化していた。
2012年に当時の政権の方針によりLand17計画そのものが中止され不採用、これとは別にその後2021年にオーストラリア軍のLand 8116計画で採用されたモデルはAS9 Huntsmanとなる

### K9A1
K9PIP（K9性能改善計画、Performance Improvement Plan）として開発されていたタイプであり、2018年より韓国陸軍に配備が開始されており、従来型K9のK9A1仕様への改修も進められている。主な近代化内容は下記の通り。
- 出力8kw相当の APUの追加[90]
- テキストベースのDOSシステムから、グラフィックスベースのウィンドウシステムへのオペレーティングシステムの換装。デジタルマップ採用
- GPSによる自己位置標定機能
- データリンクシステムの強化
- 操縦手用暗視装置を光電子増倍管方式からFLIR方式に換装
- 後方監視カメラ及び操縦手ハッチ安全装置などを装備
- 米国製M795砲弾に加え、XM1113RAP長射程砲弾[91]との適合性を確保[92][93]
- エクスカリバー精密誘導砲弾使用可能[78]
  - ポーランド陸軍が2022年より48両納入開始（その後K9A2仕様のK9PLに近代化改修予定）。

K9A1EGY。K9A1のエジプト仕様。
AS9 Huntsman（アシダカグモ）
K9A1のオーストラリア仕様であり、ODIN火力支援システム等のコングスベルグ製の各種C4Iシステムが統合される。
K9 VIDAR (Versatile InDirect ARtillery systemのアプロニムであり、北欧神話の神Vidar（ヴィーザル）にかけている)　
K9A1のノルウェー仕様であり、ノルウェー国産のコングスベルグ製ODIN火力支援システム及び統合戦闘システム (ICS) 、加えてノルウェー軍向け無線機が統合されている。

### K9A2
主な近代化内容
- 自動装填装置…砲弾に加え装薬も含めた自動装填装置の搭載により、最大発射速度が6発/分から9発/分に増大するとともに、乗員を5人から3人に削減
- 砲塔形状拡大…自動装填装置の搭載に伴い、砲弾格納部を車体部から砲塔後部に移設した事に伴う処置
- エアコンの増設…自動装填装置の搭載に伴い空いた車体部スペースにエアコンを搭載
- 自動消火装置…自動装填装置の搭載に伴い空いた車体スペースに自動消火装置を搭載
- 車載重機関銃を車内から操作可能なRWS化
- 砲身寿命の延長…砲身内部をクロムメッキ化し、K9A1の1000発から1500発に寿命延長
  - K9PL

K9A2のポーランド仕様、2024年よりポーランド陸軍に配備開始予定、624両調達を契約済み。
K9A2はK9A1のさらなる発展型であり、2023年9月に国際兵器展示会DSEI 2023で公開された試作車両においては車体部分はK9A1と大きな相違点は無いものの、大幅に拡張された砲塔後部に3つの弾薬庫が装備されている。弾薬庫は2つは砲弾用であり、1つは装薬用となっている。これに給弾アームとラマーが組み合わさる事により、完全な自動装填装置を構成している。また、同展示会で公表されたK9A2試作車両はカナダのSoucy社製CRT（複合ゴム履帯）を装備している。CRTを装備する事により、K9A2は騒音・振動の抑制やメンテナンス性の改善、燃費向上を果たすとともに、シュート・アンド・スクート任務における全天候における機動性の向上がなされる事により、「装輪（タイヤ）か装軌（金属履帯）か」というかという両極端な議論の隔たりを埋める事ができるとしている。
フィンランド、ノルウェー、エストニアなどの初期型K9についても、ユーザーからの要望があればK9A2への近代化改修が可能であるとしている。

### K9A3
K9A2のさらなる発展型として計画されており、ポーランドのK9PL及びクラブ自走砲後継として「K9PLA3」として韓国・ポーランド共同開発が計画されている。
主な近代化内容
- 無人化…1部隊を5両編成とし、その内の1車だけを1～2人乗りの有人車両にして、残りの4両を遠隔操作で操縦するMUM-T（manned-unmanned teaming：有人と無人のチーム化）の実装
- 射程延伸…58口径長砲身砲（砲身長約1m延長）及び新型砲弾の採用による射程70～80㎞（特殊なロケット推進弾で射程150㎞）の達成

### 派生車両群

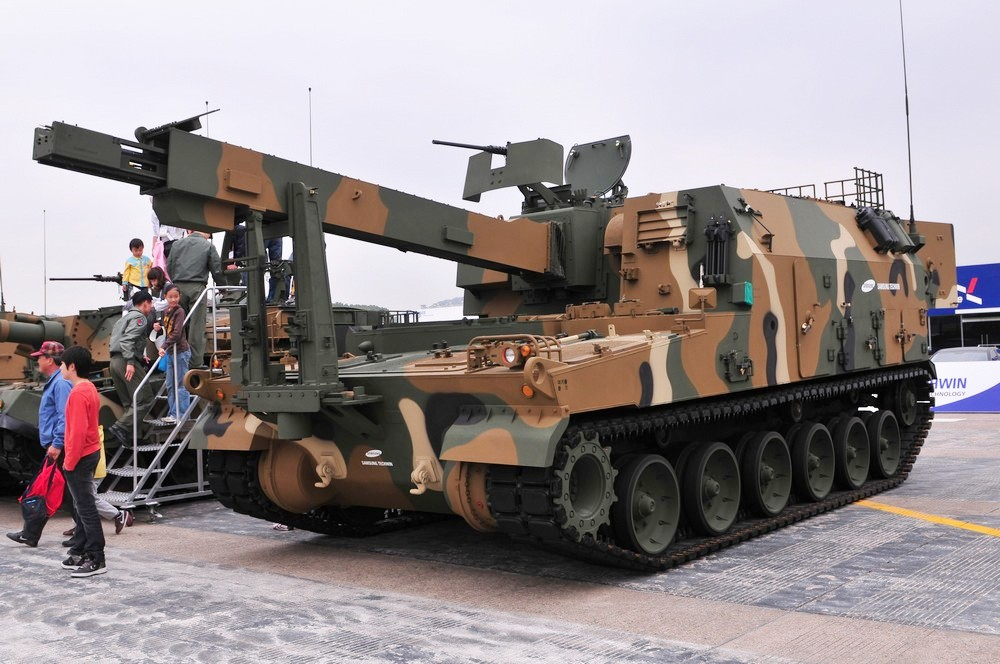
K10装甲給弾車（韓国）

- K10 탄약보급장갑차装甲給弾車 K9の車体から開発された専用弾薬補給車両、車内に104発の弾薬を搭載し、ベルトコンベアを使い1分あたり12発の弾薬をK9の車内に自動補給する。

- K11砲兵指揮車 K9の車体を流用した砲兵部隊向けの射撃指揮車、エジプト軍向け

## 運用国等

### 採用国

K9及び派生型採用国

韓国：K9×約1300両、K10装甲給弾車×約570両
大韓民国陸軍
- K9
- K10

第5軍団の第5砲兵旅団、第6軍団の第6砲兵旅団、第7軍団の第7砲兵旅団などの軍団直轄砲兵、第11機械化歩兵師団の自走砲連隊に1個大隊配置。
大韓民国海兵隊
- K9
- K10

 トルコ：281両（＋140両（予定））
1999年3月19日、トルコの首都アンカラで実施された第3次韓国・トルコ防衛産業協力共同委員会において、韓国側代表団はトルコ側にK9の技術移転・共同生産を提案。併せて駐トルコ駐在武官に対し同年4月にトルコに対しK9自走砲のプレゼンテーションを実施するよう指示するとともに、ハンファテックウィンに対してもこれを準備するよう要請した。
同年4月29日、トルコ国防部においてハンファテックウィン幹部等によるK9自走砲プレゼンテーションを実施した物の、当時トルコはドイツ当局とPzH2000自走榴弾砲のライセンス生産に関する交渉を実施中であり、その後の音沙汰は無かった。
同年8月17日発生したイズミット地震（トルコ西部地震）の支援に係る韓国・トルコの陸軍トップ会談の場を活用してK9自走砲のセールスを実施、同年10月14日、ドイツ製MTUエンジンの対トルコ輸出可能性について若干の懸念を示しつつも、K9自走砲視察の日程を取り付けた。
同年、トルコ軍のPzH2000自走榴弾砲の導入・ライセンス生産計画が頓挫、1999年11月18日、韓国・トルコ防衛協力に関するMOUに署名した。同年12月12日、トルコ代表団が韓国を訪問、K9自走砲工場、射撃試験などを視察し、結果イスラエルからPzH2000代替品を探す計画をキャンセルした。
2000年2月19日、トルコ側の要請に応じ、軍および企業のK9関連者を招集して編成した技術評価団をトルコに派遣、トルコの第1010陸軍工場、MKEK（国営防衛産業）、アセルサンなどを視察、トルコ仕様自走砲共同開発に関する基本案を協議、「トルコが韓国から主要コンポーネントを購入しつつ、韓国の技術支援の下でトルコ向け自走砲を開発する」との基本案を合意した。
同年5月4日、トルコ陸軍司令官が韓国を訪問、同月8日、韓国国防副次官と「ドイツ製MTUエンジンの供給について保証する」との前提を設けた上で、トルコ自走砲開発協力関する了解覚書を締結した。主な内容は「ハンファ及びADDの技術支援下でトルコが開発、その他のコンポーネントについては韓国から輸出する事で、2011年までに350両のK9トルコ仕様を獲得する」とし、「トルコから第3国へ輸出する際はライセンス料を韓国に収める」となった。
同日、ドイツ政府は「トルコに対するMTUエンジンの移転は認められない」と通告。これに対し韓国当局は、トルコ向けK9に英パーキンス製エンジンを搭載する事を決定。トルコ当局も「韓国軍向けK9のエンジンもパーキンス製エンジンに換装するならば許容する」と返答した。韓国政府は、「ドイツがトルコ向けK9へのMTUエンジン搭載を禁止する場合、じ後のK9の搭載エンジンは全てパーキンス製に変更するとともに、今後の韓国・ドイツ間防衛協力についても見直す」旨を通知した。
2000年6月20日、トルコと韓国はK9トルコ向け試作車開発のための契約（335万ドル）を締結。トルコ側研修生がハンファにて技術研修を開始、同年7～8月に必要なコンポーネントがトルコに移送された。なお、トルコ向けK9は基本コンポーネントを韓国からの供給としつつも、車体及び砲塔のフレーム設計などはトルコが独自に行った新型となる。
2000年12月15日、ドイツ政府はMTUエンジンのトルコ移転を承認。同月30日トルコ向けK9試作品が完成し「Firtina（嵐）」と命名。
2000年12月30日から2月にかけ、トルコ軍向け試作車用をトルコ東部の標高2100mの山岳地帯にあるサルムカシュ (Sarıkamış) にて冬季機動試験を実施、現地は氷点下40度になる気象条件であったが試験をパスした。
2001年3月10～23日、トルコ中南部にあるカラフナール射撃試験場にて射撃試験を実施。
同年3月28日より、摂氏40度超となるトルコ東南部ディヤロバカール地域で酷暑試験を実施、同年5月12日に公開射撃試験を実施、バースト射撃、最大発射速度及び最大射程射撃を展示、同年7月にトルコ軍とハンファがトルコ自走砲1次生産24門に対する供給契約を6500万ドル（850億ウォン）で締結。
2001年より、T-155 Fırtınaの導入を開始。最初の8両が韓国で、それ以後はトルコ国内で製造される。年間生産量は24両となる。
2005年よりトルコ国内での製造を開始、当初の製造予定数は350両（内280両がトルコ軍用、70両が国外輸出用）とした。
2010年、合計281両でT-155 Fırtına の製造を終了
2017年、T-155改良型の詩作試験を開始
2019年4月、イスタンブールで開催されたIDEF 2019において改良型のT-155 Fırtına 2（NG Firtina）を発表。
2022年6月、T-155 Fırtına 2用のBMC社製AVDS-1790-9Aディーゼルエンジン（12気筒1200馬力）が納入開始。
2023年1月、サカリヤ県で実施されたT-155 Fırtına 2出庫式において、6両が納入された。最終的に140両の調達を見込み、2025年までにトルコ国産のエンジンとトランスミッションを搭載する計画と発表された。。
 インド：100両（＋100両調達手続き中）
2012年3月29日、韓国「ハンファディフェンス」社とインド「ラーセン&トゥブロ（L&T）」社は、DEFEXPO 2012においてインド軍向け自走榴弾砲開発のためのパートナーシップ締結を発表。ハンファはL&TにK9自走砲インド仕様開発のための主要技術を移転、車体/砲塔構造と主要なサブシステム、火器管制システムや通信システムなどのコンポーネントを含む50％以上をインド国産化するとした。
L&Tはハンファの技術支援の下、ユーザー評価試験（user evaluation trials）の為のK9 Vajra-Tプロトタイプを共同開発、自走榴弾砲開発計画の当初から関与。
2013年から2014年3月までの間、ラジャスタン州に位置するフォークラン射撃場において射撃試験と登板試験を含む走行試験（合計587回の射撃試験、1,000Kmの走行試験）を、整備性試験はプネーに位置するインド陸軍512整備補給処で、EMI（電磁干渉）試験はチェンナイで実施、そして最終試験はバンガロールで実施された。厳しい砂漠地域での運用性評価とインド国産弾射撃諸元計算データ取得が実施された。テストはロシア製2S19ムスタ-S 152mm自走榴弾砲とのトライアル形式で行われたが、2S19が搭載するエンジンは空気密度が薄い高所かつ高温の地域ではエンジンパフォーマンスが低下する事、加えてリアエンジンで重心が後部に寄りすぎているため、急峻な角度における登坂能力が不足する。一方でK9はエンジンの自動制御システムにより出力制御が可能である事と、フロントエンジンによる高角度での高い登坂能力が確認された。
2015年10月、K9は2S19と比較し、機動性、最高速度、射撃精度、総合的な発射速度で優れているとの評価を獲得、最終候補として選定された。
2016年7月、インド国防省はK9改良型Vajra-T×100両（＋オプション50両）の供給について、約7億5,000万ドルでL&T社との価格交渉を完了。
2017年3月29日、インド内閣委員会 (CCS)は、インド陸軍向けに420億インドルピー (6億4,600万ドル、約698億円) のK9 Vajra-T調達計画を承認、インド西部プネー近くのL&T Talegaon工場で製造される。本案件は防衛調達手続（DPP）の「Buy Global」カテゴリーで調達され、50％をインド国産部品で調達する事になる。このため、インド政府が防衛装備品を輸入する際に相手方に義務付ける契約金額の30％をインドに再投資するオフセット条項の対象にならない。また、K10弾薬供給車は入札には含まれていない。また、100両のうち10両を韓国から輸入、残り90両をインド国内で製造する
2019年1月、グジャラート州ハジラのL&T社装甲システム複合センター（ASC）を開設、42カ月以内に100両のK9 Vajra-Tを量産する。
2021年2月18日、L&T社は当初予定より前倒して100両目のK9 Vajra-Tの納品を完了。
2021年、インド陸軍は元々平地砂漠地帯での運用のためにK9 Vajra-Tを導入していたが、3両のK9 Vajra-Tを中国と軍事的な摩擦点になっている標高の高いラダック地域において試験運用を実施したところ良好な成果を得られたため、高知運用のための自走砲としての追加調達について検討を開始した。なお試験運用された9 Vajra-TはL&T社により寒冷地対策や射表・ソフトウェアに改良を施された。
インド陸軍はK9 Vajra-T×100両の追加調達についてハンファ・L&T社と調整、追加調達される物は高地運用の為の改良を施された物となる。
2023年6月、インド陸軍はK9 Vajra-T×100両の追加調達プロセスを開始した。追加調達されるK9 Vajra-Tは、パキスタンと中国両国との長い山岳国境地帯に配備するための高標高地域向けのアップグレードがなされる。
 ノルウェー：24両（＋4両契約済）
2007年、ノルウェーは1969年に導入したM109A3GNMを代替するため、スウェーデンと協定を締結、アーチャー自走榴弾砲の共同開発を開始、2013年に24基を調達する計画を推進したものの、2013年にアーチャーは軍の要求を満たさないとしてノルウェーは計画からの離脱を決定した。
2015年、ノルウェーはあらためて火砲調達計画「Nytt artilleri」をスタートした。
2015年4月、韓国製K9サンダー自走榴弾砲、フランス製カエサル 155mm自走榴弾砲、ドイツ製PzH2000自走榴弾砲、スイスによるM109Gへのアップグレードの4候補にてトライアルを開始、要求仕様については射程、火力、機動性、防護性能、ライフサイクルコストの項目から構成されており、特にコスト上の理由から、できるだけ改造を加えずに完全に開発されたシステムを導入したいとした。要求仕様については、現有車両に比して地雷、空対地兵器、敵榴弾砲の射撃に対して高い防護性能を有する事、既にいずれかの国において正式採用されて運用中である事などが含まれる。
2016年1月から2月までの3週間をかけ、レナ近郊のRegionfelt Østlandetにおいて、各候補の実車両をもってノルウェーの冬期環境下における機動・射撃について試験を実施した。
2016年8月、トライアルの結果、韓国製K9サンダー自走榴弾砲とスイスM109Gアップグレードが総合評価で最高得点を獲得した。ノルウェー国防資材局によると、フランス製カエサル 155mm自走榴弾砲、ドイツ製PzH2000自走榴弾砲は運用評価において非常に低評価であり候補から除外された。またこのトライアルの結果及びその収集データについてはデンマークとフィンランドに対して共有され、同データについてはエストニア、イギリス、オーストラリアも自国の自走砲導入計画において参照した。
2017年12月20日、ノルウェー国防資材局は韓国ハンファディフェンスとK9自走榴弾砲24両購入の契約を締結した。契約は6両のK10弾薬運搬車を含めて18億クローネ（2億1,520万アメリカドル）であり、さらに24両追加購入のオプション条項を含み、2019年から納入が開始され2021年までに完了する計画となる。なお、その他の合意として、ハンファはK9のロジスティクスサポートのためノルウェーのBjerkvik Technical Workshopに技術支援センターを設立するとともに、訓練システムについても同センターに設置される。これらのプログラム全体の契約額は約32億クローネとなる。
2019年9月、1台目のK9とK10が納入された。納入されたK9は「Versatile InDirect ARtillery system（汎用間接照準砲兵システム）」を省略した「VIDAR」と命名され、ノルウェーの独自の砲弾及び火力戦闘システムについての最終的な試験を実施した
2020年までにK9×24両全車両の受領を完了した。
2022年11月7日、ノルウェーは2017年契約に係る追加調達のオプションを行使、K9A1自走砲×4両とK10装甲弾薬給弾車×8両の追加調達を契約した。これにより、ノルウェーのK9A1自走砲保有数は28両、K10装甲弾薬給弾車は14両となる。引き渡しは2年以内に実施される。
 フィンランド：48両（＋48両契約済）
2014年、ソ連製の2S1グヴォズジーカ 122mm自走榴弾砲の後継となり、2050年代まで運用可能な155㎜の新型装軌又は装輪式自走砲を選定する為の「operatiivinen tykistö -hanketta（作戦砲兵計画）」を開始。
フィンランド国防省は計画初期段階でRFI（情報提供依頼）を発信、これに対し各国より多数の返答が寄せられた。2016年7月、RFQ（見積依頼）段階で韓国より中古K9の輸出に関する提案があり交渉を開始した。
2016年11月、KDEC 2016 (Korea Defence Equipment & Component) において、フィンランドは韓国とK9のフィンランド輸出交渉開始を含む軍事協力強化に係るMOUに署名した。。
2016年12月、韓国軍のK9をフィンランド国内のロヴァヤルヴィ演習場 (Rovajärvi) に輸送し、寒冷地における実地試験を実施した。また、この試験結果はエストニアへも提供された。
同年12月、フィンランドはエストニアにK9共同購入を提案
2017年2月、輸出交渉の内容について開示された。交渉内容は「運用開始後12年を経てオーバーホール時期となった韓国軍配備のK9を分解再組立てし48両を2億ドル」を基本とし、後方支援（部品供給）と技術移転費用など約2億ドル建ての契約も含め、合計は4億ドル（約4,540億ウォン）の予定となる。中古となるのは長期の運用実績がある耐久性の証明がなされている事と、新車の場合1両辺り通常45～50億ウォンとなるところ、中古であれば1両あたり10億ウォンの価格低下を見込めるためである。また韓国陸軍にはフィンランド向け48両を輸出した後、予算措置無しで追加の48両が納入される
2017年2月17日、フィンランド国防大臣は48両の中古K9自走砲を1億4,600万ユーロで購入する予算案を承認、2018年から2024年にかけて納入が予定され、徴集兵への訓練プログラムは2019年より開始される
2017年3月2日、韓国防衛事業庁と大韓貿易投資振興公社は、フィンランド政府と48両の輸出契約を4,500万ユーロ（約190億円）で締結、2025年までに引き渡しを完了すると発表した。
2021年10月21日、フィンランド国防省は、スペアパーツと消耗品を含む10両 (2021年に5両、2022年にさらに5両) を 3,000 万ユーロで購入するオプションを行使することを承認し、保有数を58両に増大した。
2022年11月28日、フィンランド国防省は、さらに38両のK9を 1 億 3,400 万ユーロで購入することを承認し、これによりフィンランド軍のK9自走砲保有数は96両となる。

 エストニア：18両（＋18両契約済）
2016年、エストニアはFH70及びD-20 152mm榴弾砲の後継となる新たな自走砲の選定プロセスを開始。
2016年12月、フィンランドRovajarvi演習場にてK9の実地テストを実施しているフィンランドより購入コスト低減のためフィンランド・エストニア両国でK9自走砲共同購入の提案があり、2017年2月、エストニアは12両のK9導入の意向を表明。
2017年2月3日、エストニア軍高官が訪韓、K9×12両5000万ドル規模の導入関連交渉を実施
同月6日、エストニアと韓国はK9自走砲の調達交渉開始のMOUに署名。
同月9日、エストニアはフィンランドとK9の中古品を共同購入する意向であると発表した。エストニアが購入を決めた背景には、クリミア併合など東欧におけるロシアの戦闘行動を考慮したバルト三国の懸念の高まりがあるとされた
2018年6月、中古K9×12両を4600万ユールで契約。本契約には訓練パック、メンテナンスキット、スペアパーツの供給が含まれる。最初のK9は2021年に納入され、エストニア陸軍第1歩兵旅団に配備される計画であるとした、本契約には3両のK10装甲給弾車が含まれる。
2020年12月10日、最初の2両が納入開始、2020年中に12両のK9の納入が完了。
2020年8月20日、納入済みの12門に続いて6門のK9、10両のK10装甲給弾車の追加輸出の契約を締結し2022年11月に納入完了、また2024年までに6両の合計24両の引き渡しが完了する予定である。
2020年9月、韓国においてK9への転換訓練を開始、じ後エストニア国内に訓練基盤を確立。
2022年11月、エストニアの軍事会社Go Craft社はエストニア初の民間軍事工場を開設、24両のK9のアップグレード契約を締結した。
2022年10月19日、追加の6両のK9と10両のK10装甲給弾車の納品完了
2023年1月14日、エストニア国防省はK9自走砲を追加で12両調達する契約を韓国側と締結した。引き渡しは2026年までに行われる予定。2022年ロシアのウクライナ侵攻の戦訓から、エストニア陸軍が配備する2個歩兵旅団の両方に自走榴弾砲を配備する事を決定した事を受けての措置。これによりエストニア軍のK9自走砲配備数は36両になる。
 オーストラリア：（30両契約済）
2006年、オーストラリア政府は陸軍のけん引砲・自走榴弾砲調達プログラム「Land17」計画を開始した。2009年10月、けん引砲部門にてLand17 phase1BとしてM777 155mm榴弾砲が選定された。引き続き自走榴弾砲部門としてLand17 phase1Cないしphase2が推進され、スウェーデン製アーチャー自走榴弾砲、フランス製カエサル、ドイツ製PzH2000、韓国製AS9 Aussie Thunderが提案されていたものの、2012年5月に当時の労働党政権によって計画は中止された。またオーストラリア版AS9 Aussie Thunderは2010年4月に現地試験評価を実施していた
2012年以降、オーストラリアを取り巻く戦略環境は大きく変化し、その結果中強度から高強度の戦争で戦い、勝利するために必要な火力、保護、機動性を備えた「装甲機動システム」が必要であると国防戦略を改定、2019年、オーストラリア自由党のモリソンは総選挙における公約として陸軍に30両の自走砲を導入すると発表。自走砲導入プログラム「Land 8116 Phase 1 (Protected Mobile Fires) 」が開始された。
2020年9月3日、オーストラリア陸軍自走砲取得事業「Land 8116 Phase 1 (Protected Mobile Fires) 」の候補機種に単独で選定とオーストラリア政府が発表、ハンファディフェンス・オーストラリアに対し入札依頼書 (RFT) を発行した。
2020年11月13日、ハンファディフェンス・オーストラリアとKongsberg Defence Australiaはパートナーシップ締結を発表、オーストラリア向けK9にODIN火力支援システムをはじめとしたコングスベルグ製の各種システムを統合すると発表した。
2021年12月13日、オーストラリアとハンファディフェンス・オーストラリアの間でK9の輸出に関する契約を締結したと韓国防衛事業庁、オーストラリア政府の双方から発表された。K9自走砲30両とK10弾薬運搬装甲車15両及び対砲兵レーダーが含まれ、総額は約10億ドルとなる。本契約に基づき、ビクトリア州ジロン市に装甲車生産センター（Armoured Vehicle Centre of Excellence）が設立される。AS9の愛称はHuntsman（アシダカグモ）とされた。AS9の生産にはハンファディフェンスをはじめ、Kongsberg Defence Australia、ElmTek、Penske Australia、HIFraser、CBG Systems、TAE Aerospace、Bisalloy Steels、Thales Australia、Sigma Bravo a KBR company、Elphinstone 等オーストラリアに拠点を置く各企業が参画する。
2022年4月8日、ハンファディフェンスは、オーストラリアのビクトリア州ジロン市においてハンファ装甲車生産センター(H-ACE)の着工式を開催。H-ACEは2024年より稼働予定で15万m²の敷地面積を有し、K9自走砲のオーストラリア版AS9 Huntsman 30両とAS10装甲給弾車15両が生産され、2027年までに納入される計画となる。
 エジプト（200両契約済）
エジプト陸軍は2017年より、「M109A2/A3/A5後継となる自走砲調達プログラムを実施し、韓国のK9、フランス製カエサル装輪自走砲、ロシアの2S35自走砲、中国のPLZ-45を候補として選定を開始した。
2022年2月1日、韓国防衛事業庁がエジプト政府とK9の輸出について契約を締結した。総額は2兆ウォン（約17億ドル）以上となる。購入するのはK9自走砲約200両に加え、K10弾薬給弾車及びK11砲兵指揮車であり、当初はハンファディフェンスで製造したものを輸入するが、その後はエジプト国内の国営防衛製造施設Factory 200にて製造される事になる。
 ポーランド
- AHSクラブ:120両契約済[注 15]、－ウクライナ供与で18両減少
- K9A1/K9PL:24両（＋648両契約済）

2014年12月17日、AHSクラブ自走砲の国産車体部の開発に失敗したポーランド国防省は、韓国のサムスンウィンテック（現在のハンファテックウィン）との間で、K9の車体120両を購入する3億2,000万ドル相当の契約を締結した。最初の24両分の車体は2017年に納入され、96両分は2018年から2024年にかけてポーランドでライセンス生産されることとなる。
2022年7月28日、K9A1とK9PLを合わせて672両導入するための契約を締結した。
2022年から2023年にかけて引き渡される2個戦隊分48両のK9は韓国で生産されるが、TOPAZ(トパーズ)ネットワークに対応するなどポーランド仕様になっている。
2024年からはK9A2をベースとしたK9PLの生産が韓国で開始され、2026年からはポーランドに新たに建設された工場でPGZ社によりK9PLの生産が行われる。両国合わせて26個戦隊分624両のK9PLの生産が予定されており、2026年からは既存のK9もK9PL仕様に全て改修される予定である。
K10弾薬運搬装甲車及びK11射撃指揮装甲車も合わせて導入する。総額は10兆ウォン以上。
 ウクライナ AHSクラブ:18両（＋54両納入待ち）
ポーランドからの軍事援助として18両が供与された
2023年2月末時点で供与された18両のうち7両が完全に破壊、2両が損傷を受けた事が視覚的に確認されている
2022年、ポーランドからの軍事援助として9コ中隊計54両のクラブ自走砲が発注された
 ルーマニア :K9A1 54両

### 不採用国
デンマーク
2015年、デンマークは、かねてより懸念していた、老朽化により運用が困難となった1965年導入のM109A3の後継となる自走榴弾砲の調達計画を開始した。要求仕様は射程40㎞、乗員5名以下、追加の武器システムを搭載できる事で、装軌か装輪化を問わないというものであった。候補はスウェーデン製アーチャー自走榴弾砲、フランス製カエサル、イスラエル製ATMOS 2000、であり、ここに2016年10月、K9自走砲がエントリーした。
2017年3月14日、デンマーク国防省はフランスのカエサル8x8自走砲の選定を発表、同年5月22日、15両の購入契約を締結を、同年10月11日、追加で4両の購入契約の締結を発表、K9は落選した。カエサル8x8の選定理由は、2017年2月の評価試験結果とHYDREMA、WEIBEL、TEN CATEという地元現地企業の参画が評価されたため。
2023年1月9日、デンマーク国防省はロシアのウクライナ侵攻に伴い、保有する19両全ての「カエサル 8x8」自走砲をウクライナに供与する事を発表、この穴埋めのため、新たに自走砲を調達する事を発表した。
カエサル 8x8をウクライナに提供したギャップを早期に穴埋めするため、フランス製カエサル8x8自走砲、イスラエル製ATMOS 2000自走砲、韓国製K9の候補がそれぞれ提案され、デンマーク国防省はこれを検討した結果、ATMOS 2000を採用した。ATOMOSが採用された理由は、第一に候補の中で納期が一番早く、「できる限り早く」デンマーク軍に納入可能だからであり、これに加えて過去にノルウェー軍がATMOSを試験評価したデータを取得した結果、デンマーク軍の運用に適するとの情報を獲得していた事も影響している。
 アラブ首長国連邦
2019年後半、UAEは20両のK9自走砲を調達する契約を締結予定であったが、独MTU製MT881 Ka-500ディーゼルエンジンがドイツ政府による対UAE武器禁輸措置の対象となったため成立しなかった。

### 検討・トライアル中
イギリス
2019年4月、イギリスは現有自走砲のAS-90老朽化に伴い、新型155mm自走砲を調達するための「Mobile Fires Platform (MFP) 」プログラムのRFI（情報提供依頼）を発信、2020年1月27日には一部要件を改定して再度要求仕様を発表した。当初のRFIでは、39口径砲身で30kmの射程を有するAS-90を含めた「現行世代のすべての自走砲の最大射程をはるかに超える80kmの射程」と「毎分20発の持続発射速度を10分継続」を要求していたものの、52口径砲からロケット支援とベースブリード技術を組み合わせたV-LAP（velocity-enhanced long-range projectile）技術を使用するM1113 RAP弾を発射しても76㎞という結果であり、またラムジェット推進砲弾についても技術的に時期尚早であった事から目標射程が80kmから40kmに縮小され、連射速度についても要求が下方修正される事ととなった。
イギリスは2021年時点において、1990年代初頭に運用開始されたAS-90自走砲を運用しており、これは当初179両調達したものの、アップグレード計画がキャンセルされた影響で2017年までに運用数を110両に削減されており、これは2030年頃に運用終了となる予定である。これの後継となるMFPは10年間で8億ポンドを費やす計画であり、2029年までの18両の調達開始を皮切りに、2032年までに116両の自走榴弾砲を調達予定としている。この計画では装輪又は装軌のいずれかが選定されるが、選択肢の中にはAS-90の寿命延長・アップグレードも含まれるとしている。
2021年9月、ハンファはMFP計画にK9英国版を売り込む為、DSEI 2021において英国企業との連合体である国際パートナーシップ「チーム・サンダーUK」を立ち上げ、MOUへ署名した。提案されるのは完全な自動装填装置を搭載したK9A2となる。
チーム・サンダーUKはハンファ・ディフェンスが元請けとなり、ロッキード・マーチンUKはプラットフォームとのシステム統合及び砲塔の製造を、レオナルドUKは車載ナビゲーションと照準システムを提供し、ピアソン・エンジニアリングが車体を製造する。また、Horstman Defense Systemsは油気圧サスペンションやその他の足回りのコンポーネントを提供し、Soucy Defense複合ゴム履帯を提供する事となる。これについてハンファ・ディフェンスはイギリスがK9ファミリーの世界的なサプライチェーンの地域ハブとなる事を期待しているとしている。
2023年現在、イギリス陸軍のMobile Fires Platform (MFP) プログラム候補としてK9A2を提案中であり、ハンファ・エアロスペースを中核として、イギリス防衛産業のグループが参加する国際パートナーシップである「チーム・サンダーUK」を構成している。チーム・サンダーUKにはロッキードマーチンUK、レオナルドUK、Pearson Engineering、ホルストマン・ディフェンス・グループ、Soucy Defense、ハンファ・オーストラリアを中心に大小の英国企業が参画しており、英国版K9A2の生産にあたり、最低50％以上のワークシェアをイギリス企業に割り当てる計画であり、これによりイギリスの産業基盤の強化につなげる事を企図している

## 検討
スペイン、マレーシア、サウジアラビア、チリなどと交渉したが、成立していない。

## 登場作品

### 映画
『エスケイプ・フロム・イラク』
T-155が登場。イスラム国に拘束されていた女性ジャーナリストを救出したトルコ軍特殊部隊からの要請を受け、3両がイスラム国戦闘員に対して砲撃を行う。

### ゲーム
『War Thunder』
2023年の大型アップデートサンズオブアッティラのギフト車両として（ゲーム内通貨による購入はできず現金による購入のみ）ノルウェー陸軍の車両が実装されている